# 1577년의 대혜성

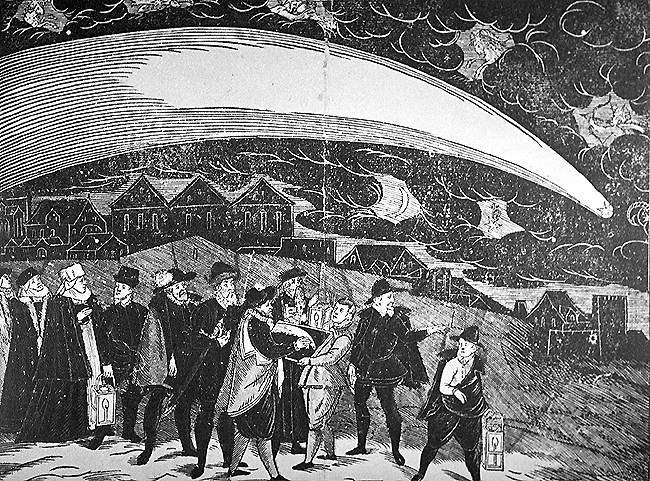
1577년 11월 12일 프라하 하늘에 나타난 대혜성을 새긴 판화. Jiri Daschitzky 작품.

1577년의 대혜성(공식 명칭: C/1577 V1)은 1577년 지구 근처를 지나간 혜성이다. 저명한 덴마크 천문학자 튀코 브라헤를 포함, 당시 유럽 대륙에 살던 사람들은 이 혜성을 목격했다. 튀코는 혜성 관측 자료로부터 혜성 및 그와 유사한 천체들은 지구 대기 현상이 아닌, 대기보다 높은 곳을 지나가는 물체임을 알아냈다. 튀코는 1577년 11월 13일부터 이듬해 1월 26일까지 74일동안 24회에 걸쳐 관측 기록을 남겼으며, 이를 토대로 혜성의 궤도를 계산한 것에 따르면 이 혜성은 현재 태양으로부터 약 300 천문단위 떨어진 곳에 위치한다.

## 관측 기록

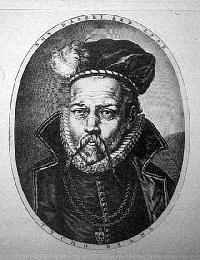
튀코 브라헤의 초상화.

1577년 11월 13일, 튀코 브라헤는 해가 지기 직전 이 혜성을 보았다는 기록을 남겼다. 그는 이 혜성이 지구 주위를 지나가는 경로를 가장 소상하게 관측, 기록한 사람이었다.
튀코의 공책 중 하나에서 스케치들이 발견되었는데, 이 스케치들로부터 1577년 혜성이 금성 근처를 지나갔을 가능성이 있음을 알 수 있다. 튀코는 이 스케치들에서 지구를 태양계 중심에 위치시켰고 태양과 달이 그 주위를 돌고 있으며 다른 행성들은 태양 주위를 돌고 있는 것으로 표현했다.

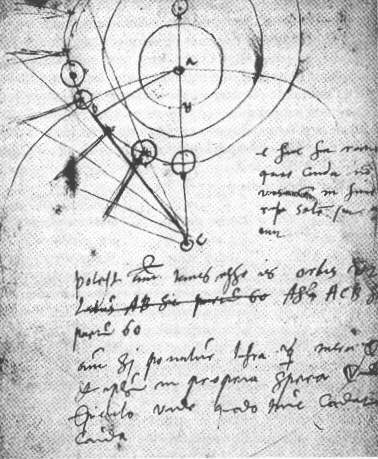
튀코가 남긴 공책 중 하나. 스케치에는 1577년의 대혜성에 대한 기록이 포함되어 있다.

당시 브라헤는 태양이 지구를 돌고 있는 것으로 잘못 알고 있었으나, 혜성의 진행 경로에 대한 매우 정교한 관측 기록 수천 건을 남겼으며, 이 기록들은 요하네스 케플러의 행성운동법칙 이론 확립에 기여했고, 행성들이 원이 아니라 타원 궤도를 그리면서 태양을 돌고 있음을 알게 해 주었다. 당시 튀코 브라헤의 제자였던 케플러는 대혜성의 존재 및 진행 경로는 천구 이론을 바꾸기에 충분한 증거라는 추측을 내놓았으나, 그의 주장은 이후 잘못되었음이 드러났다. 또한 튀코는 대혜성의 코마가 태양을 바라본 시점에서 뒤쪽으로 형성된다는 사실도 알아냈다.
그러나 튀코는 혜성이 지구 대기로부터 얼마나 멀리 떨어져 있는지를 정확히 구하는 데에는 실패했다. 그러나 그는 적어도 혜성이 달 궤도보다 먼 곳을 지나간다는 것을 성공적으로 증명했으며 그 거리는 대략 지구~달 간격의 세 배 정도임을 밝혀냈다. 이 거리는 튀코가 벤섬의 자신의 관측소에서 관측한 자료와 다른 익명의 천문학자가 프라하에서 측정한 자료를 비교하여 얻은 것이다. 혜성이 밤하늘에서 거의 움직이지 않는 동안 달은 상대적으로 많은 거리를 이동했는데, 여기서 튀코는 달의 움직임에 대해 신중한 고찰을 하게 되었고 혜성이 달보다 훨씬 더 먼 곳에 있다는 결론을 내리게 되었다.
튀코가 발견한, 혜성이 천체라는 사실은 17세기 내내 천문학계의 뜨거운 논쟁거리였으며 여기에 대해 많은 이론들이 제기되었다. 갈릴레오는 튀코의 이론에 동의하지 않은 대표적 인물이었는데, 그는 혜성이 천체가 아닌 시각적 현상에 불과하며 그 때문에 혜성의 시차를 재는 것은 불가능하다는 주장을 했다. 그러나 그의 가설은 널리 인정받지 못했다.

## 예술 및 문학

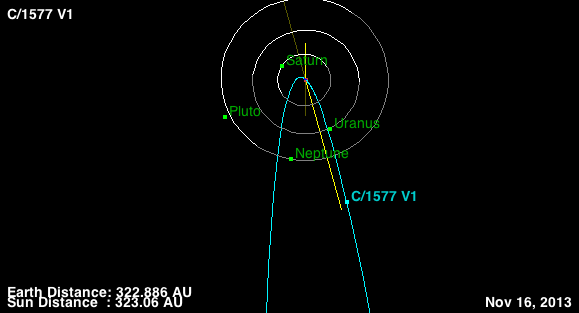
혜성의 예측 궤도.

대혜성 출현으로 많은 문학 작품들이 창작되었으며 과학계와 마찬가지로 이 작품들은 많은 논쟁거리를 남겼다. 그러나 혜성이 천체라는 사실은 보편적인 이론으로 사람들 사이에서 인정받게 되었다. 대혜성 사건에 영감을 받은 예술 작품도 등장했는데, Jiri Daschitzky는 1577년 11월 12일 프라하 상공을 지나간 대혜성의 모습을 판화로 남겼다.

## 참고 문헌
- David, Seargent (2009). 《The Greatest Comets in History》. Springer. ISBN 0387095128.
- Kenneth, R. Lang; Charles Allen Whitney (1991). 《Wanderers in Space》. CUP Archive. 240쪽. ISBN 0521422523.
- Paul, Gilster (2004). 《Centauri Dreams》. Springer. 100쪽. ISBN 038700436X.
- Robert, Grant (1852). 《History of Physical Astronomy, from the Earliest Ages to the Middle of the 19th Century》. R. Baldwin, 1852. 305쪽.